# Ancien hôtel de ville de Munich
L’ancien hôtel de ville (en allemand Altes Rathaus) de Munich fut le siège de la municipalité jusqu'en 1874. En grande partie détruit pendant la Seconde Guerre mondiale, il a par la suite été fidèlement reconstruit à l'identique entre 1971 et 1974. Il est aujourd'hui utilisé à des fins de représentation par le conseil de ville de Munich. L'ancien hôtel de ville ferme la place centrale de Marienplatz à l'est.

## Architecture
Le bâtiment, documenté pour la première fois en 1310, avait son Grand Hall (Großer Saal) construit en 1392/1394. L'ancienne porte Talburg (Talburgtor) du premier mur d'enceinte sert de flèche. L'ancien hôtel de ville a été redessiné dans un style gothique tardif par Jörg von Halsbach 1470-1480. Après des modifications de la façade au cours de la Renaissance et à nouveau à l'époque baroque, le bâtiment a été restauré dans le style néo-gothique en 1861-1864. En 1874, la municipalité déménage dans le nouvel hôtel de ville.
Pour le passage du trafic routier accru, l'ancien hôtel de ville a été creusé en 1877 et 1934. Pendant la Seconde Guerre mondiale, le bâtiment a été gravement endommagé et la flèche a été reconstruite en 1971-1974. Des parties des éléments néogothiques, en particulier les statues de Louis le Bavarois (façade ouest) et d'Henri le Lion (façade est) et la conception du pignon sont conservées.
Le Grand Hall a été le lieu du discours de Joseph Goebbels le 9 novembre 1938, qui est connu comme le prélude à la Nuit de Cristal.

## Sources
- (en) Cet article est partiellement ou en totalité issu de l’article de Wikipédia en anglais intitulé « Old Town Hall, Munich » (voir la liste des auteurs).